# Synchlora concinnaria
Synchlora concinnaria là một loài bướm đêm trong họ Geometridae.